# LOVE CHASE
『LOVE CHASE』（ラヴ・チェイス）は、2012年7月4日にワーナーミュージック・ジャパンから発売された、山下智久の6thシングル。

## 概要
前作「愛、テキサス」から約5ヶ月ぶりのシングルで、2012年2枚目のシングル。
初回限定盤A、B、通常盤、山下智久SHOP限定盤、ローソン限定盤の5形態で発売。初回限定盤Aには表題曲のMusic Videoが収録されたDVDが付属。初回限定盤Bは24Pフォトブック仕様で、通常盤には山下本人の作詞・作曲により「君と風と三日月」が収録される。
表題曲は、MONKEY MAJIKによるプロデュース作品。また、フジテレビ系 アニメ『トリコ』のエンディングテーマとして起用。山下のアニメ主題歌の起用はこれが初。
オリコン週間ランキングでは2位となり、NEWS在籍時も含め、初めて首位を逃した。

## 特典

### 初回限定盤B
- 24Pフォトブックレット仕様

### 通常盤
- ピクチャーレーベル仕様

## 収録曲

### CD
1. LOVE CHASE [3:28]
作詞：Blaise・Maynard・tax、作曲：Blaise・Maynard、編曲：Maynard Plant・Zen Nishizawa
  - フジテレビ系 アニメ『トリコ』エンディングテーマ
2. Inside, Outside [3:32]
作詞・作曲・編曲：森大輔
3. 君と風と三日月 [4:02]
作詞：山下智久・Kenn Kato、作曲：山下智久、編曲：鈴木"daichi"秀行
通常盤のみ収録。
4. LOVE CHASE（Instrumental）
5. Inside, Outside（Instrumental）

### DVD

#### 初回限定盤A
1. 「LOVE CHASE」Music Video

#### 山下智久SHOP限定盤
1. ジャケット撮影&Music Video撮影メイキング映像

#### ローソン限定盤
1. 「2012年3月14日 山下智久ホワイトデー・シークレットイベント」ダイジェスト映像